# Morgan Plus Six
Morgan Plus Six — спортивный автомобиль, выпускавшийся с 2019 по 2025 год британской компанией Morgan Motor Company. Это двухместный родстер с переднемоторной, заднеприводной компоновкой, пришедший на смену Morgan Plus 8.

## Описание
Впервые Morgan Plus Six был представлен в марте 2019 года на 89-м Женевском автосалоне в роли преемника Morgan Plus 8, снятого с производства в 2018 году. Plus Six имеет платформу из клееного алюминия, при этом крутильная жёсткость увеличена на 100%, а масса уменьшена на 100 кг. Каркас автомобиля изготовлен из ясеня.

На момент запуска автомобиль окрашивался в цвета Emerald и Moonstone.

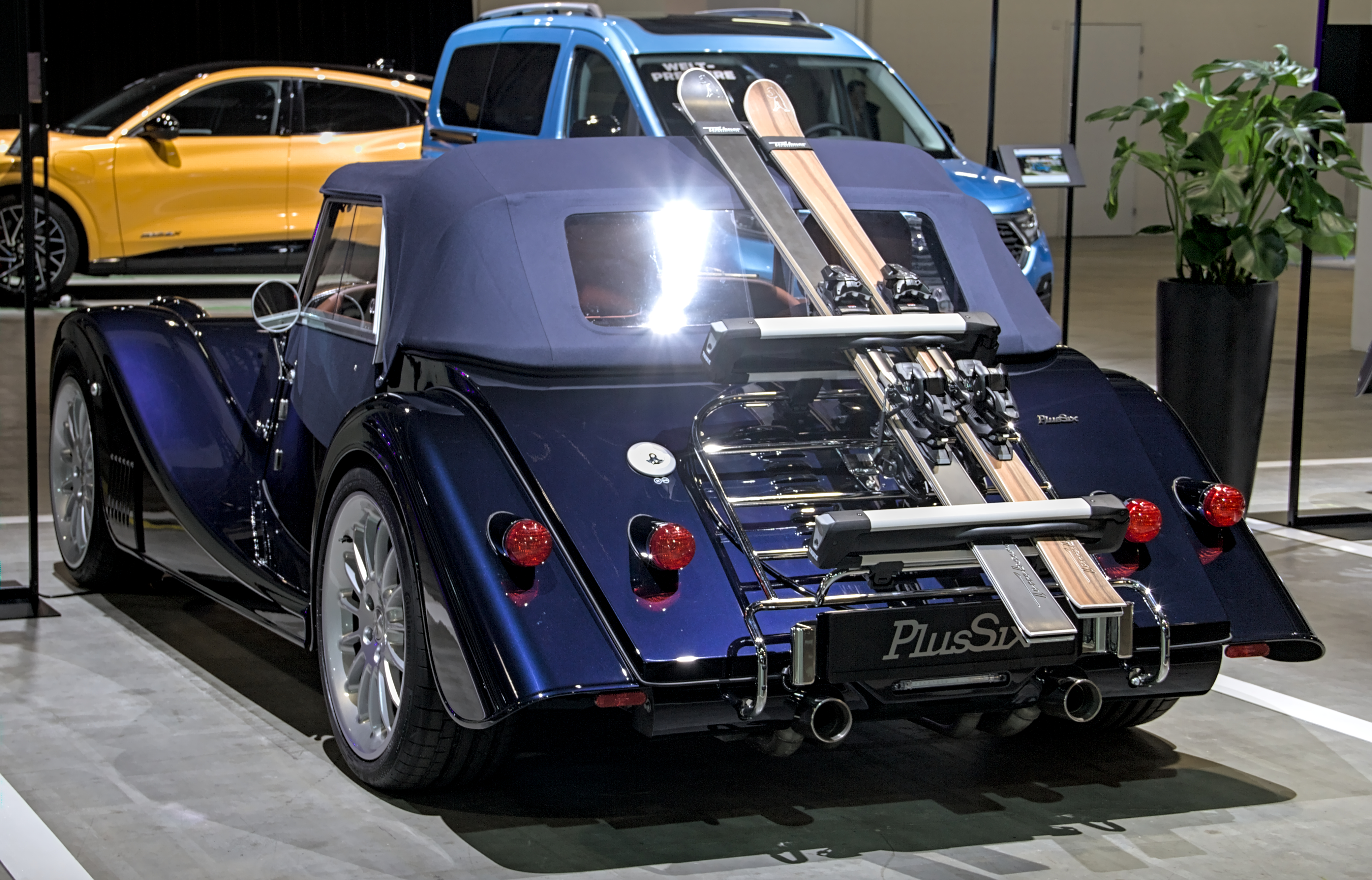
Вид сзади
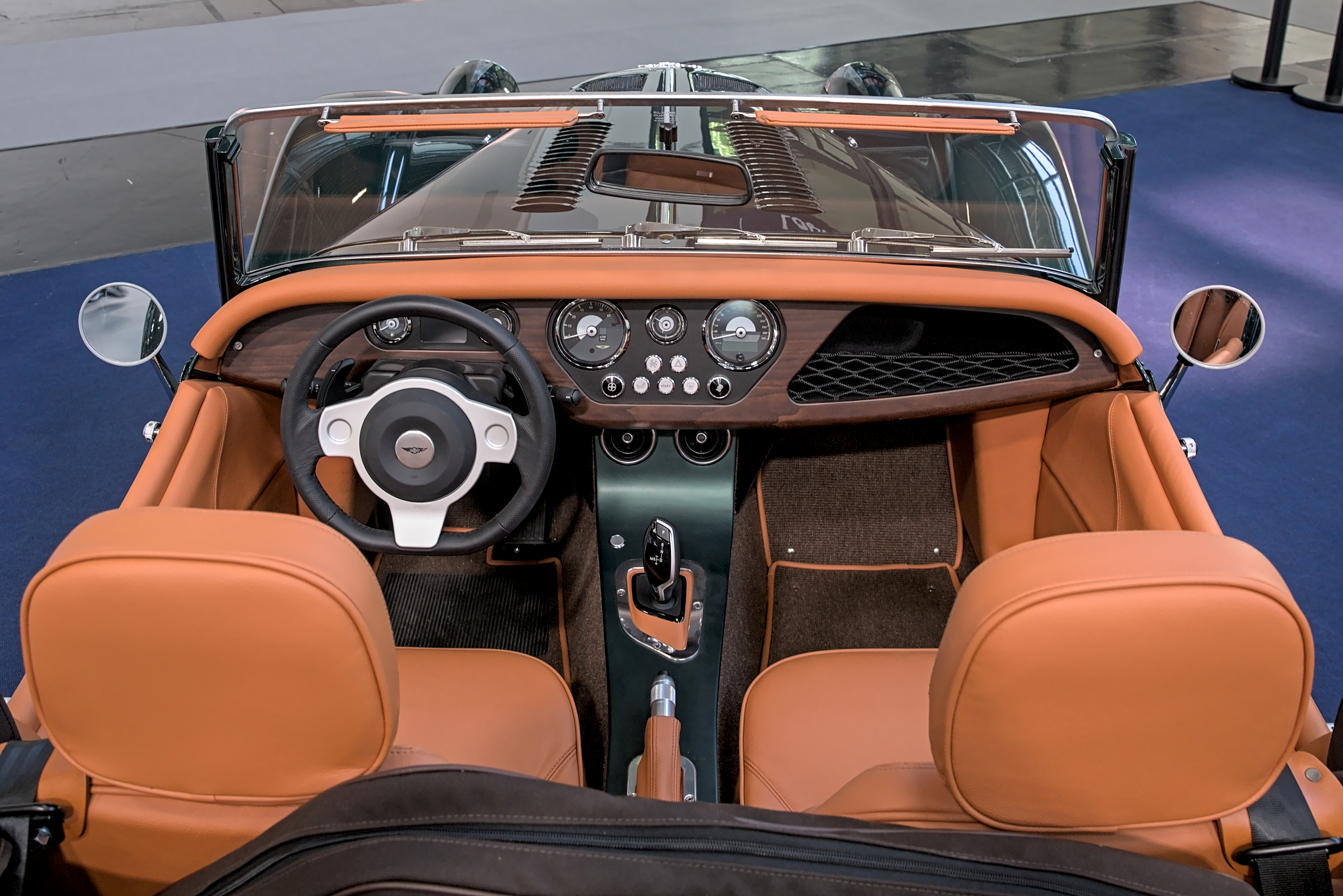
Интерьер

В ноябре 2022 года Morgan Plus Six прошёл рестайлинг. Изменения коснулись тормозной системы и интерьера.
Перед прекращением производства в 2025 модельном году в октябре 2024 года компания Morgan представила специальную модель Pinnacle, выпущенную ограниченным тиражом в 30 единиц. Преемником Plus Six стал Supersport, запущенный в производство в марте 2025 года.

## Технические характеристики
Plus Six базировался на алюминиевой платформе «CX-Generation» в сочетании с деревянной рамой. Такая конструкция увеличивает крутильную жёсткость на 100%. Колёсная база увеличена на 20 мм.
Plus Six оснащён рядным шестицилиндровым бензиновым двигателем BMW B58 мощностью 250 кВт (335 л. с.) с турбокомпрессором. Разгон от 0 до 100 км/ч составляет 4,2 секунды, а максимальная скорость — 267 км/ч.